# Maksim Gratchiov
Pour les articles homonymes, voir Gratchiov.
Maksim Igorevitch Gratchiov - en russe : Максим Игоревич Грачёв et en anglais : Maxim Gratchev (né le 26 septembre 1988 à Novossibirsk, en URSS) est un joueur professionnel russe de hockey sur glace.

## Biographie

### Carrière en club
En 2004, le pensionnaire de l'Académie Thayer est sélectionné par les Remparts de Québec lors de la séance de sélection LHJMQ en seconde ronde en deuxième position. Au cours du repêchage d'entrée 2007 dans la Ligue nationale de hockey par les Islanders de New York en 4e ronde en 106e position. En 2009, il passe professionnel avec le club-école des Islanders, les Sound Tigers de Bridgeport de la Ligue américaine de hockey.

### Carrière internationale
Il a représenté la Russie en sélections jeunes. Il prend part au Défi ADT Canada-Russie en 2005.

## Trophées et honneurs personnels
- 2009-2010 : participe au Match des étoiles de l'ECHL avec l'association American.

## Statistiques
| Saison    | Équipe                     | Ligue |    | Saison régulière | Saison régulière | Saison régulière | Saison régulière | Saison régulière |   | Séries éliminatoires | Séries éliminatoires | Séries éliminatoires | Séries éliminatoires | Séries éliminatoires |
| Saison    | Équipe                     | Ligue | PJ | B                | A                | Pts              | Pun              | PJ               | B | A                    | Pts                  | Pun                  |                      |                      |
| 2004-2005 | Remparts de Québec         | LHJMQ | 54 | 7                | 11               | 18               | 36               | -                | - | -                    | -                    | -                    |                      |                      |
| 2005-2006 | Remparts de Québec         | LHJMQ | 22 | 5                | 5                | 10               | 40               | -                | - | -                    | -                    | -                    |                      |                      |
| 2005-2006 | Océanic de Rimouski        | LHJMQ | 33 | 6                | 11               | 17               | 57               | -                | - | -                    | -                    | -                    |                      |                      |
| 2006-2007 | Océanic de Rimouski        | LHJMQ | 70 | 35               | 42               | 77               | 88               | -                | - | -                    | -                    | -                    |                      |                      |
| 2007-2008 | Océanic de Rimouski        | LHJMQ | 39 | 9                | 20               | 29               | 48               | 9                | 2 | 0                    | 2                    | 12                   |                      |                      |
| 2008-2009 | Maineiacs de Lewiston      | LHJMQ | 64 | 30               | 31               | 61               | 108              | 4                | 2 | 1                    | 3                    | 6                    |                      |                      |
| 2008-2009 | Sound Tigers de Bridgeport | LAH   | 1  | 0                | 0                | 0                | 2                | 1                | 0 | 0                    | 0                    | 0                    |                      |                      |
| 2009-2010 | Senators de Binghamton     | LAH   | 17 | 2                | 3                | 5                | 10               |                  |   |                      |                      |                      |                      |                      |
| 2009-2010 | Americans de Rochester     | LAH   | 13 | 2                | 2                | 4                | 6                | 2                | 0 | 0                    | 0                    | 0                    |                      |                      |
| 2009-2010 | Jackals d'Elmira           | ECHL  | 40 | 17               | 24               | 41               | 51               |                  |   |                      |                      |                      |                      |                      |
| 2010-2011 | Severstal Tcherepovets     | KHL   | 13 | 0                | 0                | 0                | 16               | 4                | 0 | 0                    | 0                    | 13                   |                      |                      |
| 2011-2012 | Senators de Binghamton     | LAH   | 12 | 0                | 0                | 0                | 2                | -                | - | -                    | -                    | -                    |                      |                      |
| 2011-2012 | Falcons de Springfield     | LAH   | 0  | 0                | 0                | 0                | 0                | -                | - | -                    | -                    | -                    |                      |                      |
| 2011-2012 | Jackals d'Elmira           | ECHL  | 19 | 7                | 7                | 14               | 14               | -                | - | -                    | -                    | -                    |                      |                      |
| 2011-2012 | Express de Chicago         | ECHL  | 27 | 8                | 19               | 27               | 38               | -                | - | -                    | -                    | -                    |                      |                      |
| 2012-2013 | Sibir Novossibirsk         | KHL   | 16 | 0                | 0                | 0                | 30               | -                | - | -                    | -                    | -                    |                      |                      |
| 2012-2013 | Lada Togliatti             | VHL   | 20 | 2                | 3                | 5                | 24               | 7                | 0 | 0                    | 0                    | 8                    |                      |                      |